# Poletne olimpijske igre 2000
Poletne olimpijske igre 2000 (XXVII. olimpijada moderne dobe) so potekale v Sydneyju, Avstralija od 15. september do 1. oktobra 2000. Sodelovalo je 10.651 športnikov iz 199 držav. Druge gostiteljske kandidatke so bile: Peking, Ljudska republika Kitajska; Berlin, Nemčija; Carigrad, Turčija in Manchester, Združeno kraljestvo.
Za Slovenijo so zlati medalji osvojili Rajmond Debevec v strelstvu ter Iztok Čop in Luka Špik v veslanju.